# Kacper Piorun
Kacper Piorun (Łowicz, 24 novembre 1991) è uno scacchista polacco, grande maestro.
Medaglia di bronzo alle Olimpiadi degli scacchi nel 2018, è stato due volte vincitore del campionato polacco (2017 e 2020) e quattro volte vincitore del Campionato del mondo di soluzione studi e problemi (2011, 2014, 2015 e 2016).

## Carriera
Nel 2010 ha vinto il forte torneo Rubinstein Memorial a Polanica-Zdrój.
Nel 2016 in settembre partecipa in quarta scacchiera con la Polonia alle Olimpiadi degli scacchi di Baku, ottenendo il settimo posto.
Nel 2018 in ottobre realizza la terza miglior prestazione in terza scacchiera con la rappresentativa polacca alle Olimpiadi degli scacchi di Batumi, ottenendo la medaglia di bronzo individuale. Il suo punteggio è stato di 6,5 punti su 9 e una performance di 2765 punti Elo. La sua prestazione consente alla sua squadra di ottenere il quarto posto assoluto in quella edizione olimpica.
Nel 2020 in luglio si laurea per la seconda volta campione polacco, battendo nella finale di un torneo a 16 ad eliminazione diretta, svoltosi a Varsavia, Daniel Sadzikowski con il risultato finale di 4-3.
Nel 2021 in febbraio viene eliminato ai quarti di finale del campionato polacco da Bartosz Soćko per 1,5-0,5. In agosto nella Coppa del Mondo di Soči riesce ad arrivare fra i primi sedici, eliminando il Super GM olandese Jorden Van Foreest e l'uzbeko Javokhir Sindarov. Viene eliminato agli ottavi di finale dal francese Étienne Bacrot, già top 10 del ranking mondiale, soccombendo soltanto agli spareggi blitz, con il risultato finale di 4-2.
Nel 2022 in agosto partecipa alle Olimpiadi degli scacchi di Chennai in terza scacchiera con la nazionale polacca, piazzandosi al nono posto.

## Statistiche
Ha ottenuto il massimo rating FIDE in luglio 2016, con 2685 punti Elo.